# Ninet Tayeb
 (octobre 2011).
Si vous disposez d'ouvrages ou d'articles de référence ou si vous connaissez des sites web de qualité traitant du thème abordé ici, merci de compléter l'article en donnant les références utiles à sa vérifiabilité et en les liant à la section « Notes et références ».
Ninette (ou Ninet) Tayeb (née le 21 octobre 1983, à Kiryat Gat, en Israël) est une chanteuse pop rock israélienne d'origine marocaine devenue célèbre comme première gagnante de Kokhav Nolad, une sorte de "Star Academy" israélienne.
Ninette joua pendant trois saisons dans le feuilleton israélien HaShir Shelanu (Notre Chanson). En 2017 elle joue le rôle de Yael, personnage central de la série When Heroes Fly (2017-2018) produite par Keshetet qui, en avril 2018, a remporté le prix de la meilleure série au festival Canneséries. 
Aujourd'hui, elle est une des célébrités les plus appréciées d'Israël.
En 2017, elle est remarquée pour son duo avec Steven Wilson sur le titre  Pariah qui paraît sur l'album To the Bone de ce même Steven Wilson.

## Kokhav Nolad
En 2003, durant son service dans l'armée israélienne (Tsahal), Ninette passe avec brio une audition pour un nouveau reality show, Kokhav Nolad. En quart de finale, elle obtient plus de 55 000 votes. Parvenue en finale, elle gagne le 28 août 2003 la première place avec plus de 49 % des voix, après avoir interprété Yam Shel Dma'ot [Une mer de larmes]. Elle obtient ainsi l'occasion d'enregistrer un single, mais le résultat, « Kmo She'shir Noge'a » ne rencontrera pas le succès.

## Hashir shelanu
En 2004, Ninet Tayeb obtient le rôle principal du feuilleton musical HaShir Shelanu (Notre Chanson). Son personnage est une jeune fille de Kiryat Gat qui vient à Tel Aviv pour trouver du travail, mais est acceptée dans une école de musique. Ran Danker, Maya Dagan et Hana Laslow jouent aussi dans la série. En 2005, lors de la seconde saison de HaShir Shelanu, Ninet remporta le prix de la meilleure actrice de l'année pour son rôle. En 2006, Ninet apparaît en guest star dans la série, tandis qu'elle enregistre son premier album. De nos jours, Ninet tourne la 4e saison de HaShir Shelanu, où elle tient son propre rôle.

## Vie personnelle
Après avoir gagné Kokhav Nolad, Ninet rencontre, grâce à HaShir Shelanu, l'acteur et chanteur israélien Ran Danker. Les deux se fréquentent pendant presque 3 ans. Leur rupture laissant des centaines de fans déçus. Après cette rupture, une rumeur sur un autre homme dans la vie de Ninet marqua l'actualité. Cet homme est le mannequin et acteur israélien Yehuda Levi. Ninet et Yehuda ont caché leur relation pendant un long moment, mais l'ont finalement avouée. Depuis, Ninet et Yehuda représentent le couple de célébrités le plus reconnu d'Israël, ils ne cessent d'apparaitre dans les tabloïds.

## Discographie
Albums :
- Yehefa (Hébreu: "יחפה"), Septembre 2006

Singles :
- Kshe'Ata Kan (Hébreu: כשאתה כאן), Juillet 2006.
- Hakol Yachol Likrot (Hébreu: הכול יכול לקרות), Août 2006.
- Hi Yoda'at (Hébreu: היא יודעת), Novembre 2006.
- Im Tavo (Hébreu: אם תבוא), Décembre 2006.

## Référence
1. ↑  Keshet’s Israeli Drama ‘When Heroes Fly’ Wins Best Series At Canneseries – Full Competition Winners Revealed Deadline. 11 April 2018
2. ↑  « - YouTube », sur youtube.com (consulté le 9 novembre 2021).